# Su-čou (přítok Chuang-pchu-ťiangu)
Su-čou (čínsky v českém přepisu Su-čou che, pchin-jinem Sūzhōu Hé, znaky zjednodušené 苏州河, tradiční 蘇州河), rovněž zvaná Wu-sung (čínsky v českém přepisu Wu-sung-ťiang, pchin-jinem Wúsōng Jiāng, znaky zjednodušené 吴淞江, tradiční 吳淞江), je 125 kilometrů dlouhá řeka v Čínské lidové republice. Vytéká z Tchaj-chu v provincii Ťiang-su a dolních 54 kilometrů protéká Šanghají, v které se i vlévá do Chuang-pchu-ťiangu. Pod jezerem Tchaj-chu protéká přes město Su-čou, před hospodářským vzestupem Šanghaje nejvýznamnější město oblasti, podle něhož se jmenuje. 